# Андреј Барна
Андреј Барна (Суботица, 6. март 1998) српски је пливач чија специјалност је пливање слободним стилом. 

## Каријера
Пливачку каријеру Барна је започео у пливачком клубу Спартак из Суботице. На међународној сцени дебитовао је у јуну 2015. у Бакуу на Првим Европским играма где се такмичио у тркама на 50 и 100 метара слободним стилом. У обе трке Барна се пласирао у финале и заузео 6, односно 8. место. Почетком августа исте године дебитовао је и на светским првенствима пошто је у Казању 2015. био део српске штафете 4×100 слободно која је у квалификацијама испливала 21. време, а Барна је са временом 49,91 био најбржи у српском тиму (чланови штафете били су још и Иван Ленђер, Урош Николић и Борис Стојановић). Крајем августа исте године такмичио се и на светском првенству за јуниоре у Сингапуру где је заузео 11. место у полуфиналу трке на 100 слободно (уз лични рекорд од 50,11 секунди), док је на 50 слободно био 17. у квалификацијама са временом од 23,22 секунде.
У мају 2016. наступио је у Лондону, на европском сениорском првенству у великим базенима где се такмичио у три дисциплине. На 50 слободно био је 35. (време 23,02 секунде), а на дупло дужој деоници за једну стотинку успео је да поправи лични рекорд (на 50,10) што му је било довољно за тек 42. место у поретку квалификација. Такође је пливао и у штафети 4×200 слободно која је у квалификацијама заузела укупно 11. место, а Барна је своју деоницу испливао за 1:50,60 минута. Нешто касније учествовао је и на европском јуниорском првенству на ком је уз личне рекорде заузео два 5. места у тркама на 50 и 100 слободно. 
На светском првенству у Будимпешти 2017. такмичио се у две дисциплине. Прво је пливао у штафети 4×100 слободно која је заузела 9. место у квалификацијама, уз нови национални рекорд, а Барна је своју деоницу отпливао у времену 49,40 секунди (чланови штафете били су још и Иван Ленђер, Себастијан Сабо и Велимир Стјепановић), а потом и у квалификацијама трке на 50 слободно где је био укупно 33. с временом од 22,61 секунда.